# Materie prime

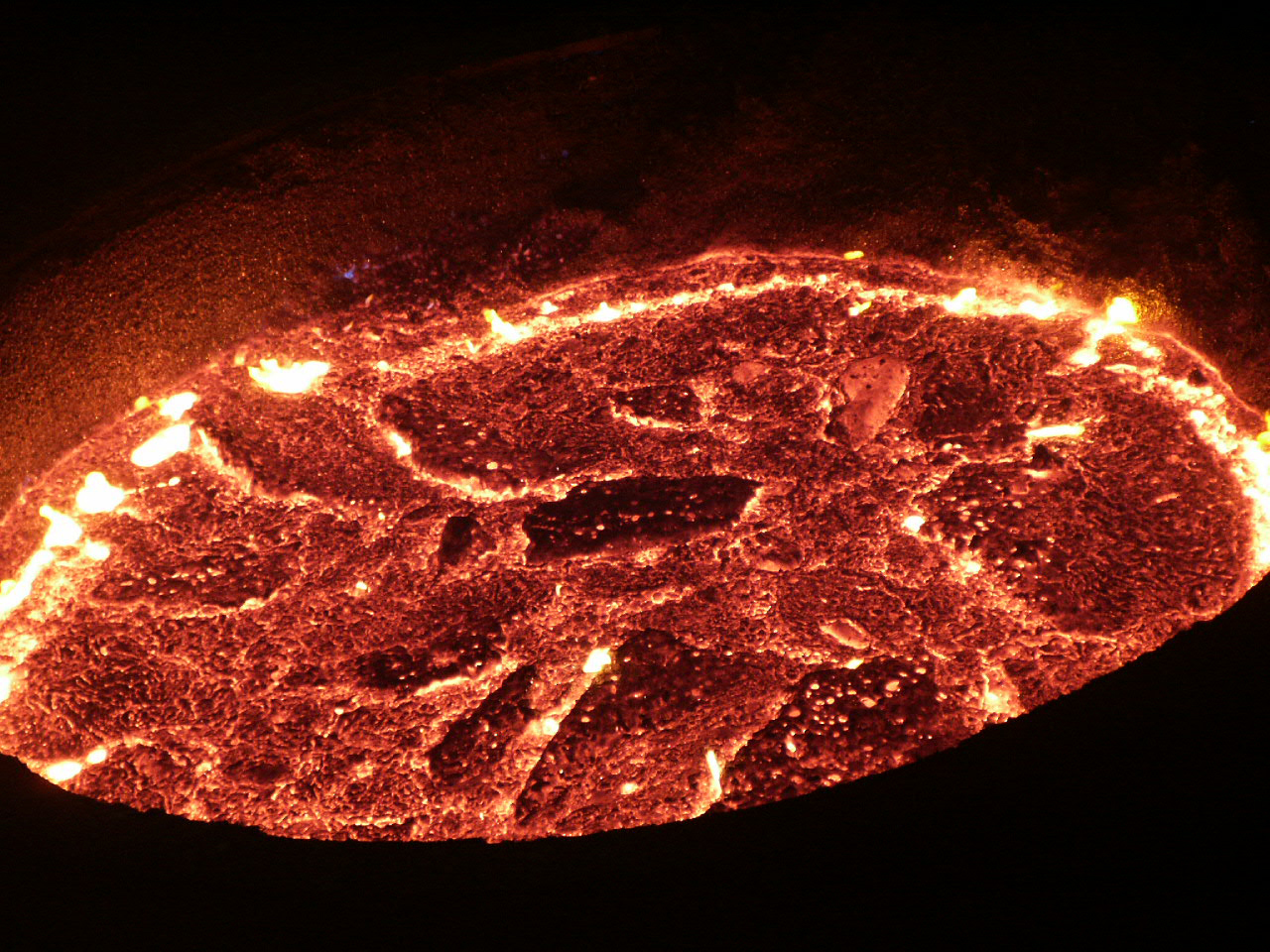
Ferro fuso, nella lavorazione dell'acciaio, esempio di materia prima

Materie prime sono tutti quei materiali che sono alla base per la produzione di altri beni, tramite opportune lavorazioni che permettono di ottenere il prodotto finale desiderato. Costituiscono in pratica il grezzo originario.
Le materie prime seconde derivano dal materiale recuperato dopo il loro precedente utilizzo e, essendo convenientemente riutilizzabili, permettono in alcuni casi di risparmiare materia prima.
Il concetto è relativo: infatti, in una catena di acquisizione un determinato materiale è materia prima per il soggetto che lo utilizza per trasformarlo in semilavorato ed è prodotto finito per il suo produttore. All'infuori dalla catena di approvvigionamento, in termini generali, questo materiale rimane genericamente una materia prima (ad esempio: nastro di acciaio laminato o cisterna di acido solforico o sacco di caffè verde).
L'importanza di qualsiasi materia prima è variegata in funzione dei periodi storici e delle culture. 

## La definizione nel contesto
Esistono definizioni di materia prima a seconda del contesto. Ad esempio:
- punto di vista merceologico (che è quello descritto nella presente voce);
- punto di vista economico/contabile (o aziendalistico);
- punto di vista geopolitico (che è una variante di quello merceologico).

Nel contesto aziendalistico, in un'impresa che esegue attività di assemblaggio (montaggio), gli articoli finiti acquistati (ad esempio: le parti elettriche, elettroniche e meccaniche per realizzare, in catena di montaggio, elettrodomestici) sono materie prime (spesso i materiali per il montaggio sono chiamati "componenti" perché compongono la distinta base dell'assieme finito).
Esistono vari criteri di classificazione classificazioni al dettaglio come la provenienza, per tipologia, destinazione di utilizzo.

## I mercati di riferimento
Prodotti agricoli, animali, materie tessili, minerali, metalli, legname rappresentano la parte principale degli scambi fin dai tempi del baratto. Sul mercato venivano valutate, contrattate, vendute e acquistate da coloro che avevano necessità di compravendita per sopperire ai fabbisogni della famiglia e delle proprie attività.
Oggigiorno esistono diversi mercati spesso specializzati in uno o più gruppi di materie prime. Tali mercati sono spesso collocati in prossimità di grandi zone di produzione o di raccolta. Sempre meno, però, le materie prime sono portate sui mercati ed anche gli operatori economici interessati sempre meno sono fisicamente presenti sulle piazze di contrattazione. Le trattative, i contratti, le vendite e gli acquisti sono fatti principalmente attraverso mezzi telefonici, telegrafici o informatici. I prezzi sono rilevati e presentati con elevata precisione e rapidità e diffusi attraverso diversi canali specializzati.
La qualità e la classificazione delle materie prime non si basano più su verifiche dirette e personali degli acquirenti, ma sono basate su classificazioni convenzionalmente accettate e condivise su standard internazionali oramai consolidati. In tal modo le contrattazioni sono più veloci, sicure e i prezzi più rispondenti all'effettivo andamento del mercato. Non per questo non sono possibili speculazioni, tentativi di condizionamento dei prezzi e del mercato. Per impedire che ciò si traduca in turbative dei mercati e in perdita di fiducia degli operatori, molte borse merci prevedono dei comitati di sorveglianza che cercano di prevenire, impedire, correggere i possibili abusi. Questi comitati di sorveglianza sono nominati dagli stessi operatori, dalle autorità pubbliche o dalle borse merci oppure in modo misto.